# 米沢大火
米沢大火（よねざわたいか）とは、1910年代（大正時代）の山形県米沢市で、2度発生した大規模火災の総称である。二度の大火により、米沢市街地はほとんど灰燼に帰し焼け野原となった。市街地で現存する最古の建物は大火の後の再建である。なお、本項に記載された町名、金額は当時のものである。

## 1917年
1917年（大正6年）5月22日午前10時30分、米沢市代官町から出火し、折からの風速25mの西北風に煽られ大火災となり、死者11名、罹災者10,464名、焼失3,325棟、損害金額357万円余の被害を出し、午後4時30分頃に鎮火した。
出火の原因は出火場所の住宅に寄宿していた警察官の内縁の妻が炊事中に過って七輪の火を落とし、更にその火を消す際に石油ランプを続けて落としたことによるものであった。なお、罹災者救恤のため、大正天皇皇后から金4,000円が山形県に支給された。

## 1919年
1919年（大正8年）5月19日午前11時頃、米沢市舘山口町から出火し、折からの風速15mの西北風に煽られて大正6年の際と比較すると小規模ながら大火災となり死者1名、焼失1,385棟、損害金額400万円の被害を出し午後3時過ぎに鎮火した。
火災の原因は織物工場の煙突から飛んだ火の粉が隣接する民家の萱葺き屋根に引火したことによるものであった。

## 焼失した主な建物

### 1917年大火
- 米沢警察署
- 米沢税務署
- 米沢郵便局
- 学校:4

### 1919年大火
- 米沢市役所
- 南置賜郡役所
- 上杉神社
- 上杉伯爵邸（現:上杉記念館）